# Juan Palacios
Pour les articles homonymes, voir Palacios.
Juan Diego Tello Palacios, né le 11 mai 1985 à Medellín, est un joueur colombien de basket-ball. 